# 莱亚·博什科维奇
莱亚·博什科维奇（1999年9月22日—），克罗地亚女子网球运动员。截至2024年10月，她在ITF女子世界网球巡回赛上有7个单打和8个双打冠军。
2017年，她与王曦雨搭档进入美国网球公开赛青少年女双决赛。她从2018年联合会杯开始代表克罗地亚队参加比利·简·金杯（原联合会杯）。
2024年雅西网球公开赛是博什科维奇在WTA巡回赛正赛首秀，她作为幸运落败者在连续击败了玛丽亚·季莫费耶娃和资格赛选手瓦尔瓦拉·列普琴科后进入巡回赛八强，但在八强赛中输给了头号种子和最终冠军米拉·安德烈耶娃。

## 青少年大满贯决赛

### 双打: 1 (亚军)
| 结果 | 日期 | 巡回赛         | 场地 | 搭档   | 对手                              | 比分     |
| ---- | ---- | -------------- | ---- | ------ | --------------------------------- | -------- |
| 负   | 2017 | 美国网球公开赛 | 硬地 | 王曦雨 | 奥尔加·达尼洛维奇 玛尔塔·科斯秋克 | 1–6, 5–7 |